# JR五位堂站
JR五位堂站（日语：／ Jeiaru-Goidō eki */?）是位於奈良縣香芝市五位堂六丁目55番地，西日本旅客鐵道（JR西日本）的和歌山線車站。

## 概要
此站原本是五位堂號誌站，位於香芝站至高田站之間，在這個長達4.9公里區間加設列車交會設備。在1968年，當地居民開始請求日本國有鐵道設置旅客車站。經過漫長的爭取，JR西日本同意在當地自治體負擔經費的前提下設站，由香芝市編列設置車站的預算費用2億日圓（包括周邊工程費用為5億日圓）。在2004年，由號誌站升級至旅客車站。
關於站名的來源，香芝市要求使用當地地名「五位堂」，但是為了區別相距達1公里的近鐵大阪線五位堂站，因此冠以公司名「JR」。

## 歷史
- 1940年（昭和15年）2月8日 - 鐵道省和歌山線開設五位堂號誌站。
- 1949年（昭和24年）7月15日 - 五位堂號誌站停用。
- 1955年（昭和30年）12月27日 - 再次開設五位堂號誌站。
- 1987年（昭和62年）4月1日 - 伴隨國鐵分割民營化，車站由西日本旅客鐵道（JR西日本）營運[1][4]。
- 2004年（平成16年）3月13日 - 升級至旅客車站，JR五位堂站啟用[1]。

## 車站構造
車站是一座地面車站，設有2面2線的相對式月台。車站大樓位於王寺方向月台。兩月台之間設有跨線橋連接。
此站是由王寺鐵道部管理的業務委託車站，委托了JR西日本交通服務負責車站業務。此站設有職員常值，但是設有中途休息時間。此站設有綠色窗口、自動售票機和供IC卡「ICOCA」與共互相使用的IC卡使用的簡易閘機。

### 月台
| 月台 | 路線     | 上下行 | 方向                     |
| ---- | -------- | ------ | ------------------------ |
| 1    | 和歌山線 | 上行   | 王寺、天王寺、JR難波方向 |
| 2    | 和歌山線 | 下行   | 高田、櫻井、五條方向     |

## 使用狀況
根據「奈良縣統計年鑑」，以下為1日平均乘車人次：
| 年度   | 1日平均 乘車人次 | 參考資料 |
| ------ | ---------------- | -------- |
| 2003年 | 445              |          |
| 2004年 | 536              |          |
| 2005年 | 648              | [ 5 ]    |
| 2006年 | 679              | [ 6 ]    |
| 2007年 | 680              | [ 7 ]    |
| 2008年 | 719              | [ 8 ]    |
| 2009年 | 739              | [ 9 ]    |
| 2010年 | 760              | [ 10 ]   |
| 2011年 | 761              | [ 11 ]   |
| 2012年 | 747              | [ 12 ]   |
| 2013年 | 724              |          |
| 2014年 | 722              |          |
| 2015年 | 742              |          |
| 2016年 | 763              |          |
| 2017年 | 784              |          |

## 車站周邊
車站附近多為農田，也有一些工場。
- 近畿日本鐵道 五位堂站 - 約1公里
- 近畿日本鐵道 五位堂檢修車廠（日语：五位堂検修車庫）
- 香芝五位堂郵局

## 巴士路線
香芝市需求交通
- 在市內設有約280個乘車處（政府相關設施、銀行、郵局、商業設施、醫療設施、車站等），已登記的人士（只限香芝市市民）可從自身住宅直接前往這約280個乘車處。星期六及假日暫停服務。

香芝市社區巴士
- 鎌田路線　經香芝市政廳 前往綜合福祉中心
  - 香芝五位堂郵局西方路口（此站西北方800米）附近設有五位堂巴士站。
  - 除了星期四、部分假日和12月27日～1月4日外，每日設有5往返班次。

大和高田市社區巴士 希望號
- 西部線　前往市民交流中心
  - 此站東南方700米的大樹會（老人福祉設施）附近設有出屋敷巴士站。
  - 除了第一和第三個星期一外，每日設有3往返班次。

## 相鄰車站
西日本旅客鐵道（JR西日本）
 和歌山線
■快速（直通至大和路線）、■普通
香芝－JR五位堂－高田

## 注腳
1. 1 2 3  曾根悟（監修）. 朝日新聞出版分冊百科編集部（編集） , 编. . 週刊朝日百科. 42号 阪和線・和歌山線・桜井線・湖西線・関西空港線. 朝日新聞出版. 2010-05-16: 21 （日语）.
2. ↑  奈良新聞2003年5月3日
3. ↑  和歌山線下田・高田間新駅の開業および下田駅駅名変更（日語）（互聯網檔案館）- 西日本旅客鐵道新聞稿 2003年12月12日
4. ↑  『交通年鑑 昭和63年版』 交通協力會，1988年3月。
5. ↑  平成18年度奈良縣統計年鑑 （页面存档备份，存于）（日語）
6. ↑  平成19年度奈良縣統計年鑑 （页面存档备份，存于）（日語）
7. ↑  平成20年度奈良縣統計年鑑 （页面存档备份，存于）（日語）
8. ↑  平成21年度奈良縣統計年鑑 （页面存档备份，存于）（日語）
9. ↑  平成22年度奈良縣統計年鑑 （页面存档备份，存于）（日語）
10. ↑  平成23年度奈良縣統計年鑑 （页面存档备份，存于）（日語）
11. ↑  平成24年度奈良縣統計年鑑 （页面存档备份，存于）（日語）
12. ↑  平成25年度奈良縣統計年鑑 （页面存档备份，存于）（日語）

## 外部連結
- JR五位堂｜車站資訊：JR出門網 - 西日本旅客鐵道（日語）